# Karl Löwith

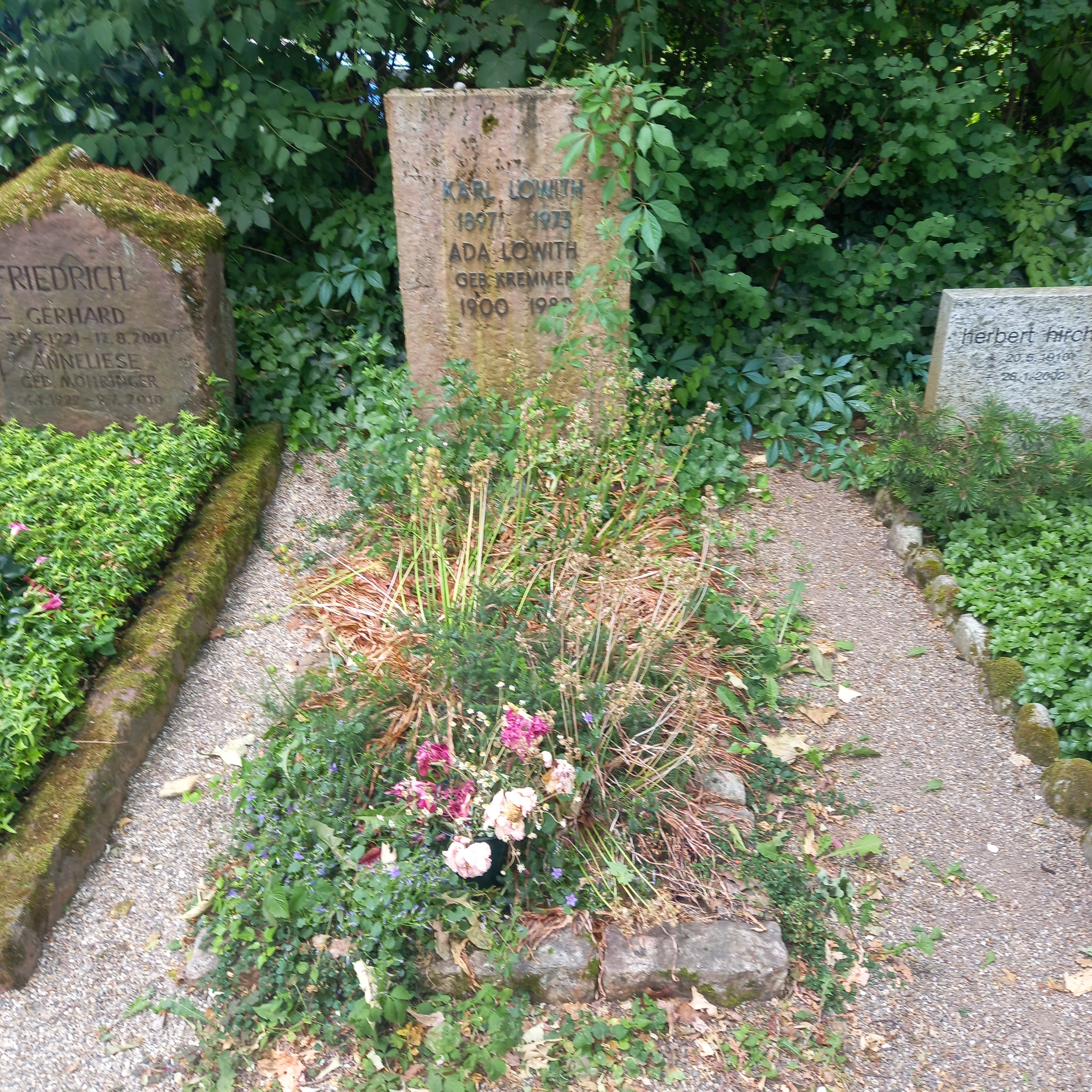
Das Grab von Karl Löwith und seiner Ehefrau Ada geborene Kremmer auf dem Neuenheimer Friedhof in Heidelberg

Karl Löwith (* 9. Januar 1897 in München; † 26. Mai 1973 in Heidelberg, Pseudonym: Hugo Fiala) war ein deutscher Philosoph. Obwohl protestantisch getauft, wurde er von den Nationalsozialisten als Jude verfolgt und musste 1934 aus Deutschland emigrieren. Löwiths Forschungsschwerpunkte waren der Bereich der Geschichtsphilosophie und die Denkansätze Georg Wilhelm Friedrich Hegels, Friedrich Nietzsches und Martin Heideggers. Seine Werke Von Hegel zu Nietzsche und Weltgeschichte und Heilsgeschehen gelten als Klassiker der philosophischen Literatur der Gegenwart.

## Leben
Karl Löwiths Eltern waren Wilhelm Löwith (1861–1932), ein Kunstmaler aus Drosau in Böhmen, und Margarete Löwith geb. Hauser, die sich am 19. Juli 1942 im Judenlager Milbertshofen in München das Leben nahm. Löwith besuchte das Realgymnasium in der Karl-Theodor-Straße 9 in München und meldete sich nach seinem Abitur freiwillig zum Kriegsdienst im Ersten Weltkrieg. Zunächst an der Westfront eingesetzt, wurde Löwith im Mai 1915 an die österreichisch-italienische Front versetzt, wo er schwer verwundet wurde und in italienische Kriegsgefangenschaft geriet. 1917 wurde er auf dem Wege des Austauschs aus der Gefangenschaft entlassen und kehrte in seine Heimatstadt München zurück. Dort begann er das Studium der Biologie bei Karl von Goebel und der Philosophie bei den Phänomenologen Alexander Pfänder und Moritz Geiger. Als Student in München erlebte Löwith Max Webers Vorträge Wissenschaft als Beruf (November 1917) und Politik als Beruf (Januar 1919); er bewunderte Weber zutiefst und gehörte später zu den frühen wissenschaftlichen Weber-Interpreten. Im Jahr 1919 wechselte er wegen der revolutionären Unruhen in München an die Universität Freiburg, wo er bei Edmund Husserl, dessen Assistenten Martin Heidegger und dem Zoologen Hans Spemann studierte. 1922 kehrte Löwith nach München zurück und wurde 1923 bei Moritz Geiger mit der Studie Auslegung von Nietzsches Selbst-Interpretation und von Nietzsches Interpretationen promoviert. 
Anschließend arbeitete er ein dreiviertel Jahr als Hauslehrer auf dem Mecklenburgischen Gut Kogel, bei der Familie von Flotow. Dienstherr war der Gutsbesitzer August von Flotow (1867–1932) und seine Ehefrau Elisabeth geb. von Heister. Dann trat er 1924 einen ausgedehnten Italienaufenthalt an (Rom, Palermo, Florenz), bevor er 1925 Martin Heidegger an die Universität Marburg folgte. Dort lernte er Leo Strauss, Gerhard Krüger, Hans-Georg Gadamer und Hermann Deckert kennen. 1928 habilitierte sich Löwith bei Heidegger mit der Studie Das Individuum in der Rolle des Mitmenschen. Im Anschluss lehrte er als Privatdozent, ab 1931 als Lehrbeauftragter für Sozialphilosophie an der Universität Marburg. Er las über Nietzsche, Dilthey, Hegel, Marx und Kierkegaard, Existenzphilosophie, philosophische Anthropologie, Soziologie und Psychoanalyse.
Mit dem Beginn der NS-Herrschaft im Januar 1933 war Löwiths Existenz in Deutschland wegen seiner jüdischen Herkunft bedroht. Er konnte zunächst dank der Ausnahmeregelung des Frontkämpferparagraphen im Gesetz zur Wiederherstellung des Berufsbeamtentums weiter in Marburg lehren. Nach dem Wintersemester 1933/34 ging er als Rockefeller-Stipendiat nach Rom. Während seines Aufenthalts in Italien wurde ihm im April 1935 der Marburger Lehrauftrag entzogen, im Oktober 1935 folgte die offizielle Amtsenthebung aufgrund des Reichsbürgergesetzes. Löwiths Lage war prekär, weil sein Stipendium nur für ein Jahr bewilligt war, zwar 1935 um ein weiteres Jahr verlängert wurde, sich in Italien aber keine feste Anstellung fand; Berufungen an die außereuropäischen Universitäten Bogotá und North Carolina zerschlugen sich. In Rom beendete Löwith in den Jahren 1935 und 1936 die Monographien Nietzsches Philosophie der ewigen Wiederkehr des Gleichen und Jacob Burckhardt. Unter dem Pseudonym Hugo Fiala publizierte er 1935 seine „bis heute in der Schmitt-Forschung durchschlagende“ Kritik an Carl Schmitt in dem Aufsatz Politischer Dezisionismus. 1936 kam es in Rom für über zwanzig Jahre zum letzten Zusammentreffen mit Heidegger, der sich für einen Vortrag in der Stadt aufhielt, 1937 brach auch der Briefwechsel mit dem akademischen Lehrer ab.
Auf Vermittlung des Philosophen Kuki Shūzō, der in den 1920er Jahren in Marburg studiert hatte und mittlerweile Professor an der Universität Kyōto geworden war, wurde Löwith 1936 als Professor an die japanische Kaiserliche Universität Tōhoku in Sendai (heutige Universität Tōhoku) berufen, an der er bis 1941 lehrte. In diesen Jahren entstand seine Schrift Von Hegel zu Nietzsche. Das Buch wurde ins Italienische, Japanische, Englische und Französische übersetzt und entwickelte sich zum Klassiker der Philosophiegeschichte. Sein Thema charakterisierte Leo Strauss in einer frühen Rezension: 

„Dieses Buch sollte alle interessieren, die das Aufkommen des europäischen und insbesondere des deutschen Nihilismus verstehen wollen. Als sein Thema kann man die Verwandlung des europäischen Humanismus, vertreten durch Goethe und Hegel, in den deutschen Nihilismus, vertreten durch Ernst Jünger, bezeichnen. Seine These lautet, daß die philosophiegeschichtliche Entwicklung, die von ‚tödlicher Konsequenz‘ war, den Schlüssel zum gegenwärtigen Geschehen in Deutschland bietet.“

Als deutscher Emigrant auch von Deutschlands Verbündetem Japan nicht mehr geduldet, siedelte Löwith 1941 in die USA über und wurde, auf Empfehlung von Paul Tillich und Reinhold Niebuhr, am Theologischen Seminar von Hartford, Connecticut angestellt. Dort entstand sein Buch Meaning in History, das 1949 in englischer Sprache veröffentlicht und 1953 unter dem Titel Weltgeschichte und Heilsgeschehen erstmals auf Deutsch publiziert wurde. Das Werk wurde in zahlreiche Sprachen übersetzt und begründete Löwiths internationale Reputation. In einem Brief aus dem Jahr 1948 an Leo Strauss beschrieb Löwith seine Situation am Seminar in Hartford als die „eines auf dem trockenen Sand der protestantischen Theologie nach Wasser und Luft schnappenden Fisches“. 1949 wurde er dann an die New School for Social Research in New York berufen, wo er bis 1952 tätig war.
Durch Vermittlung Gadamers erhielt Löwith 1952 den Ruf an die Ruprecht-Karls-Universität Heidelberg und lehrte dort bis zu seiner Emeritierung 1964. Rufe an die Universitäten Hamburg und Köln lehnte er 1955 ab. Seit 1955 gehörte Löwith dem Wissenschaftlichen Beirat der Sachbuchreihe Rowohlts deutsche Enzyklopädie an. Im Wintersemester 1965/66 nahm er einen Lehrauftrag an der Universität Zürich wahr.
In den Heidelberger Jahren entstanden unter anderem Wissen, Glaube und Skepsis (1956), Gott, Mensch und Welt in der Metaphysik von Descartes bis zu Nietzsche (1967) und Paul Valéry. Grundzüge seines philosophischen Denkens (1971). Schon 1953 hatte Löwith sein Buch Heidegger – Denker in dürftiger Zeit publiziert, in dem er sich kritisch mit der Philosophie seines Lehrers auseinandersetzte. Dieser reagierte gekränkt und urteilte 1954 in einem Brief an die Pädagogin Elisabeth Blochmann: 

„Lö[with] ist ungewöhnlich belesen und ebenso geschickt in der Auswahl und Verwendung von Zitaten. Von der griechischen Philosophie hat er keine Ahnung; weil ihm das Handwerkszeug fehlt. Er hat eine gewisse Begabung für die phänomenologische Deskription. Innerhalb dieses Bezirks konnte er berechtigte Aufgaben erfüllen. Seit langem lebt er aber über seine Verhältnisse. Vom Denken hat er keine Ahnung, vielleicht haßt er es. Wie mir denn nie ein Mensch begegnet ist, der so ausschließlich aus dem Ressentiment und dem ‚Anti-‘ lebt. Als er sich in M[ar]b[urg] habilitierte, war er der roteste Marxist. Sein und Zeit bezeichnete er als ‚verkappte Theologie‘ […] Von übleren Sachen, die er sich leistete, trotzdem ich ihm in Italien und Japan durch Gutachten weiterhalf, möchte ich schweigen.“

Zwar kam es seit Ende der 1950er Jahre wieder zu einer Annäherung zwischen Löwith und Heidegger, auch zu persönlichen Begegnungen in der Heidelberger Akademie der Wissenschaften, in die beide 1958 aufgenommen worden waren, doch blieb das Verhältnis bis zu Löwiths Tod gespannt.
Karl Löwith war seit 1929 mit Adelheid (gen. Ada) Kremmer (1900–1989) verheiratet. Er starb 1973 im Alter von 76 Jahren in Heidelberg.

## Philosophie
Löwith wird zum Schülerkreis Heideggers gezählt, hat sich aber schon früh von ihm distanziert und insbesondere in der NS-Zeit entfremdet. Er gilt als skeptischer und agnostischer Philosoph. Eines seiner Hauptthemen war Säkularisierung der christlichen Philosophie und ihrer Heilserwartung durch Geschichtsphilosophie (Hegel, Marx) und Existenzialismus. Er ist bekannt als Kritiker der neuzeitlichen Metaphysik und auch eines existenziellen Pathos. Er charakterisiert das moderne Geschichtsdenken als eine zwiespältige Verschränkung einer antiken Geschichtsauffassung (zyklisch/periodisch, ewiger Ausgleich von hybris und nemesis, nach Herodot, Thukydides, Polybios, gelenkt durch fatum und fortuna, Ewigkeit der kosmischen Ordnung) und eines jüdisch-christlichen Geschichtsverständnisses (geprägt von Eschatologie und Prophetie, begrenzt durch finis und gerichtet auf ein telos). Seine Perspektive auf die Philosophiegeschichte kommt in Selbstcharakterisierungen wie der Folgenden zum Ausdruck:

„Daß wir aber überhaupt die Geschichte im ganzen auf Sinn und Unsinn hin befragen, ist selbst schon geschichtlich bedingt: jüdisches und christliches Denken haben diese maßlose Frage ins Leben gerufen. Nach dem letzten Sinn der Geschichte ernstlich zu fragen, überschreitet alles Wissenkönnen und verschlägt uns den Atem; es versetzt uns in ein Vakuum, das nur Hoffnung und Glaube auszufüllen vermögen.
Die Griechen waren bescheidener. Sie maßten sich nicht an, den letzten Sinn der Weltgeschichte zu ergründen. Sie waren von der sichtbaren Ordnung und Schönheit des natürlichen Kosmos ergriffen.“

Löwiths Vorgehen einer Kritik philosophischer Einstellungen durch philosophiegeschichtliche Analysen ähnelt der Methode, die Heidegger „Destruieren“ nennt. Klaus Podak schreibt dazu:

„Destruieren ist ein Fremdwort für Zerstören. Diesem Ausdruck haftet etwas von Aggressivität und Gewalttätigkeit an. Löwiths große Lese- und Analysierkunst hatte aber die Eigentümlichkeit, daß sie ein verständnisvolles, ein oft geradezu liebevolles Destruieren war. Er konnte und kann mit seinem Werk noch immer seinen Lesern bis in kleine Verästelungen hinein, die er mit meisterlich ausgesuchten Zitaten sichtbar macht, einen Begriff und sogar eine Anschauung davon geben, warum die Welterklärungsversuche der von ihm sezierten Denker so faszinierend und so wirkungsmächtig waren, daß sie das Denken ihrer Zeit in Bahnen lenken konnten, die uns auch heute noch aus völlig verständlichen Gründen versucherisch anlocken. […] hinzu also kommt eine nicht anders als urban zu nennende Schreibweise, die jeden Leser mit einem zivilisierten Vergnügen erfreut und belohnt.“

## Mitgliedschaften und Ehrungen
Seit 1958 war Löwith ordentliches Mitglied der Heidelberger Akademie der Wissenschaften. 1965 wurde er Mitglied der Accademia Nazionale dei Lincei in Rom, 1967 in die American Academy of Arts and Sciences gewählt. 1969 wurde ihm die Ehrendoktorwürde der Universität Bologna verliehen.

## Schriften

### Werkchronologie (Erstausgaben der selbständigen Publikationen)
- 1923: Auslegung von Nietzsches Selbst-Interpretation und von Nietzsches Interpretationen. Phil. Diss. masch. München.
- 1928: Das Individuum in der Rolle des Mitmenschen. Ein Beitrag zur anthropologischen Grundlegung der ethischen Probleme. Drei Masken Verlag, München 1928.
- 1933: Kierkegaard und Nietzsche. Oder theologische und philosophische Überwindung des Nihilismus. Klostermann, Frankfurt/M. 1933.
- 1935: Nietzsches Philosophie der ewigen Wiederkunft des Gleichen. Die Runde, Berlin 1935.
- 1936: Jacob Burckhardt. Der Mensch inmitten der Geschichte. Vita Nova, Luzern 1936.
- 1941: Von Hegel zu Nietzsche. Europa Verlag, Zürich/New York 1941.
- 1949: Meaning in History. The Theological Implications of the Philosophy of History. The University of Chicago Press, Chicago/London 1949.
- 1953: Weltgeschichte und Heilsgeschehen. Die theologischen Voraussetzungen der Geschichtsphilosophie. Kohlhammer, Stuttgart 1953.
- 1953: Heidegger. Denker in dürftiger Zeit. S. Fischer, Frankfurt/M. 1953; 2., erweit. Auflage 1960.
- 1956: Wissen, Glaube, Skepsis. Vandenhoeck & Ruprecht, Göttingen 1956.
- 1960: Gesammelte Abhandlungen. Zur Kritik der geschichtlichen Existenz. Kohlhammer, Stuttgart 1960.
- 1966: Zur Kritik der christlichen Überlieferung. Vorträge und Abhandlungen. Kohlhammer, Stuttgart 1966.
- 1967: Gott, Mensch und Welt in der Metaphysik von Descartes bis zu Nietzsche. Vandenhoeck & Ruprecht, Göttingen 1967.
- 1971: Paul Valéry. Grundzüge seines philosophischen Denkens, Vandenhoeck & Ruprecht, Göttingen 1971.
- 1986: Mein Leben in Deutschland vor und nach 1933. Ein Bericht. Mit einem Vorwort von Reinhart Koselleck und einem Nachwort von Ada Löwith. J. B. Metzler, Stuttgart 1986.
- 1990: Der Mensch inmitten der Geschichte. Philosophische Bilanz des 20. Jahrhunderts. Stuttgart 1990.
- 2007: Mein Leben in Deutschland vor und nach 1933. Ein Bericht, neu herausgegeben von Frank-Rutger Hausmann, mit einem Vorwort von Reinhart Koselleck, 2. Auflage. ISBN 978-3-476-02181-6.
- 2013: Der japanische Geist. Aus d. Engl. v. A. Brock, Vorw. v. L. Jäger. Matthes & Seitz, Berlin 2013, ISBN 978-3-88221-661-5. (Der Band enthält die beiden Ausarbeitungen Der japanische Geist (1943) und Japans Verwestlichung und moralische Grundlage (1942–43).)

### Werkausgabe
- Sämtliche Schriften, 9 Bde. Hrsg. von Klaus Stichweh, Marc B. de Launay, Bernd Lutz u. Henning Ritter, Stuttgart 1981–1988:
  - Band 1: Mensch und Menschwelt. Beiträge zur Anthropologie, 1981.
  - Band 2: Weltgeschichte und Heilsgeschehen. Zur Kritik der Geschichtsphilosophie, 1983.
  - Band 3: Wissen, Glaube und Skepsis. Zur Kritik von Religion und Theologie, 1985.
  - Band 4: Von Hegel zu Nietzsche, 1988; Neuausgabe: Meiner, Hamburg 1995, ISBN 978-3-7873-1359-4.
  - Band 5: Hegel und die Aufhebung der Philosophie im 19. Jahrhundert – Max Weber, 1988.
  - Band 6: Nietzsche, 1987.
  - Band 7: Jacob Burckhardt, 1984.
  - Band 8: Heidegger – Denker in dürftiger Zeit. Zur Stellung der Philosophie im 20. Jahrhundert, 1984.
  - Band 9: Gott, Mensch und Welt – G.B.Vico und Paul Valéry, 1986.

### Korrespondenz
- Karl Löwith and Leo Strauss: Correspondence. In: Independent Journal of Philosophy. 5/6 (1988), S. 177–192.
- Karl Löwith und Leo Strauss: Briefwechsel. In: L. Strauss, Gesammelte Schriften, Bd. 3, J. B. Metzler, Stuttgart 2001.
- Briefwechsel, Karl Löwith und Eric Voegelin. In: Sinn und Form 6/2007, S. 764–794.
- Martin Heidegger / Karl Löwith: Briefwechsel 1919–1973. Heidegger-Briefausgabe, Bd. II. 2, Hrsg. Alfred Denker, Verlag Karl Alber, Freiburg 2017. ISBN 978-3-495-48628-3.
- Günther Anders und Karl Löwith: Briefwechsel 1947–1955. Hrsg. Gerhard Oberschlick und Mike Rottmann. In: sans phrase. Zeitschrift für Ideologiekritik. Band 13, 2018, S. 113–131. ISBN 978-3-86259-913-4.